# Callopistria argyrosemastis
Callopistria argyrosemastis là một loài bướm đêm trong họ Noctuidae.